# Scorpius X-1
Scorpius X-1 eller V818 Scorpii är en dubbelstjärna i den norra  delen av stjärnbilden Skorpionen. Den har en skenbar magnitud av ca 12,2 och kräver ett teleskop för att kunna observeras. Baserat på parallax enligt Gaia Data Release 3 på ca 0,430 mas, beräknas den befinna sig på ett avstånd på ca 9 000 ljusår (ca 2 800 parsek) solen. Den rör sig närmare solen med en heliocentrisk radialhastighet på ca -139 km/s.

## Observation
Scorpius X-1 upptäcktes 1962 av ett team under Riccardo Giacconi, som sköt upp en Aerobee 150-sondraket med en mycket känslig detektor för mjuk röntgenstrålning konstruerad av Frank Paolini. Av en slump, och som först påpekades av Frank Paolini, blev Scorpius X-1 den första röntgenkällan som upptäcktes utanför solsystemet. Detektorns vinkelupplösning tillät initialt inte positionen för Scorpius X-1 att bestämmas exakt. Detta ledde till förslag att källan kan vara belägen nära Vintergatans centrum, men man insåg så småningom att den ligger i stjärnbilden Scorpius. Som den första upptäckta röntgenkällan i Skorpionen fick den beteckningen Scorpius X-1.
Aerobee 150-raketen som avfyrades den 12 juni 1962 upptäckte den första röntgenstrålningen från en annan källa (Scorpius X-1) vid epok J1950, rektascension 16h 15m och deklination −15,2°. Scorpius X-1 är en LMXB där den visuella motsvarigheten är V818 Scorpii.
Även om hänvisningen ovan anger att raketuppskjutningen skedde den 12 juni 1962, anger andra källor att den faktiska uppskjutningen var kl. 06:59:00 UTC den 19 juni 1962.
Ett tredje försök, i juni 1963, verifierade resultaten av flygningen i juni 1962." Vintergatans centrum är < 20° RA och < 20° Dec från Scorpius X-1, de två röntgenkällorna är åtskilda av ca 20° och kanske inte gick att upplösa under flygningen i juni 1962.
År 1967 (innan upptäckten av pulsarer) undersökte Iosif Shklovsky röntgen- och optiska observationer av Scorpius X-1 och drog korrekt slutsatsen att strålningen kommer från en neutronstjärna som samlar materia från en följeslagare. Scorpius X-1 var den första exsolära röntgenkällan som upptäcktes och förutom solen är den den skenbart starkaste icke-övergående källan till röntgenstrålning på himlen.

## Egenskaper

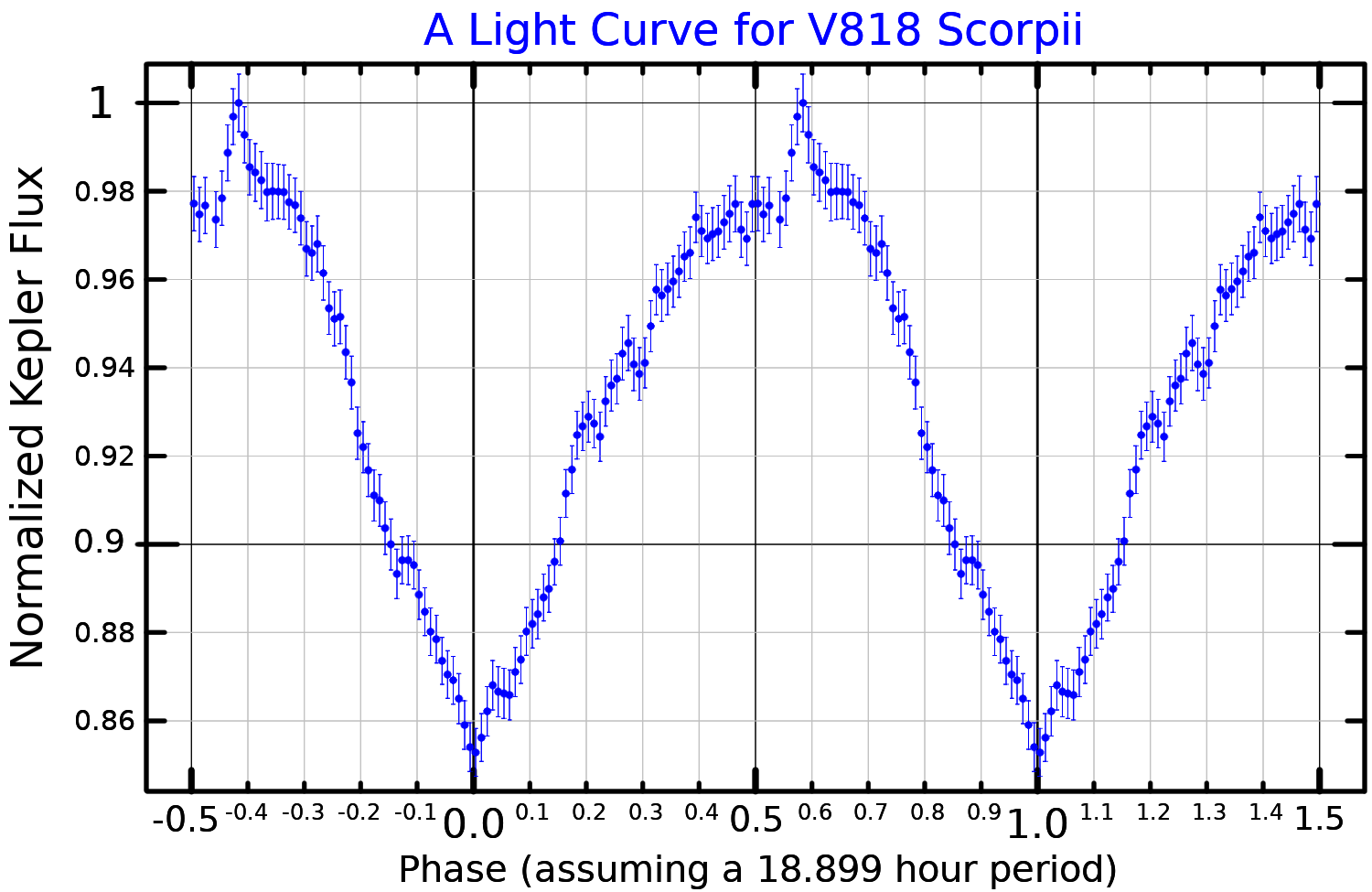
Ljuskurva i synliga bandet för V818 Scorpii plottade från Hynes et al. (2016)

Röntgeneffekten av Scorpius X-1 är 2,3×1031 W, cirka 60 000 gånger solens totala ljusstyrka. Den visar regelbundna variationer på upp till 1 magnitud i dess intensitet, med en period på ca 18,9 timmar. Källan varierar också oregelbundet i optiska våglängder, men dessa förändringar är inte korrelerade med röntgenvariationerna. Scorpius X-1 i sig är en neutronstjärna vars intensiva gravitation drar material från dess följeslagare till en ackretionsskiva, där detta slutligen faller ner på ytan och frigör en stor mängd energi. När stjärnmaterialet accelererar i Scorpius X-1:s gravitationsfält genereras röntgenstrålning. Den uppmätta ljusstyrkan för Scorpius X-1 överensstämmer med en neutronstjärna som samlar materia vid dess Eddingtongräns.
Systemet klassificeras som en röntgendubbelstjärna med låg massa. Neutronstjärnan har en massa av ca 1,4 solmassor, medan givarstjärnan bara har ca 0,42 solmassa. De två stjärnorna bildades förmodligen inte tillsammans. Nyare forskning tyder på att binären kan ha bildats av ett nära möte inuti en klotformig stjärnhop.